# Cryptantha glomeriflora
Cryptantha glomeriflora är en strävbladig växtart som beskrevs av Edward Lee Greene. Cryptantha glomeriflora ingår i släktet Cryptantha, och familjen strävbladiga växter. Inga underarter finns listade i Catalogue of Life.